# Carol Mann
Carol Mann, född 3 februari 1941 i Buffalo i New York, död 20 maj 2018 i The Woodlands utanför Houston i Texas, var en amerikansk golfspelare.
Carol Mann började att spela golf då hon var nio år gammal. 1958 vann hon Chicago Junior och 1960 vann hon Chicago Women's Amateur. Hon tog examen på University of North Carolina och blev professionell 1960. Hon blev medlem på den amerikanska LPGA-touren 1961 där hon vann 38 tävlingar inklusive segrar majortävlingen Womens Western Open 1964 och US Womens Open 1965. Hon vann penningligan 1969 och slutade bland de tio bästa nio gånger mellan 1965 och 1975.
1968 vann hon Vare Trophy efter en genomsnittlig score på 72,04 slag, ett rekord som stod sig tills Nancy Lopez slog det 1978.
Mann var styrelseordförande i Carol Mann, Inc., ett företag som sköter samarbetsavtalen för AT&T på LPGA-touren, PGA Tour och Champions Tour. Hon arbetade även som konsult för golfföretag och produktutveckling och hon var styrelseordförande för Carol Mann Golf Services i Houston som designar golfbanor och sköter banunderhåll.

## Meriter

### Majorsegrar
- 1964 Womens Western Open
- 1965 US Womens Open

### LPGA-segrar
- 1965 Carling Open
- 1966 Raleigh Ladies' Invitational, Peach Blossom Invitational, Baton Rouge Ladies Invitational, Waterloo Women's Open Invitational
- 1967 Tall City Open, Buckeye Savings Invitational, Supertest Ladies' Open
- 1968 Lady Carling Open, Raleigh Ladies' Invitational, Shreveport Kiwanis Club Invitational, Bluegrass Ladies Invitational, Pabst Ladies' Classic, Buckeye Savings Invitational, Supertest Canadian Open, Willow Park Ladies Invitational, Shirley Englehorn Invitational, Quality Chek'd Classic
- 1969 Raleigh Ladies' Invitational, Dallas Civitan Open, Danbury Lady Carling Open, Southgate Ladies' Open, Tournament of Champions, Molson's Canadian Open, Mickey Wright Invitational, Corpus Christi Civitan Open.
- 1970 Burdine's Invitational
- 1972 Orange Blossom Classic, Lady Carling Open
- 1973 Sears Women's Classic
- 1974 Naples-Lely Classic, S&H Green Stamp Classic
- 1975 Lawson's LPGA Classic, Borden Classic, George Washington Ladies Classic, Dallas Civitan Open

### Utmärkelser
1968 Vare Trophy